# Anthurium lloense
Anthurium lloense är en kallaväxtart som beskrevs av Luis Aloysius, Luigi Sodiro. Anthurium lloense ingår i släktet Anthurium och familjen kallaväxter. Inga underarter finns listade.